# Fonotaktika
A fonotaktika a hangtan azon ága, amely azt tanulmányozza, hogy a beszédhangoknak milyen sorozatai használatosak törvényszerűen, azaz milyen hangfajták és mely helyzetben fordulhatnak elő (pl. lehetséges szótagszerkezetek, mássalhangzó-sorozatok). Ezek a lehetőségek és azon tiltások, amelyekkel járnak, a fonotaktikai szabályokat képezik. Lehet szó minden vagy csaknem minden nyelvben érvényes szabályokról (fonotaktikai univerzálék) vagy olyanokról, amelyek csak egy adott nyelvre vagy nyelvcsoportra vonatkoznak.

## Fonotaktikai univerzálék
Annak ellenére, hogy a nyelvek többé-kevésbé különböznek egymástól, mégis vannak közös vonásaik is. Ezek között a legáltalánosabb hangtani az, hogy minden nyelvben magánhangzók kombinálódnak mássalhangzókkal szótagokban.
Néhány szótagszerkezetre vonatkozó univerzálé a következő:
- Minden nyelvben vannak nyílt, azaz magánhangzóval végződő szótagok, de nincsenek szükségszerűen zárt, azaz mássalhangzóval végződők is.[6]
- Minden nyelvben vannak mássalhangzóval kezdődő szótagok, de nincsenek szükségszerűen kezdeti mássalhangzó nélküli szótagok is.[6]
- Minden nyelvben, amelyben van magánhangzó + mássalhangzó (VC) szerkezetű szótag, van CVC, V és CV szerkezetű szótag is.[6]
- Minden nyelvben van CV típusú szótag, azaz ez a típus univerzális.[7]

Egyike a legfontosabb fonotaktikai univerzáléknak az, hogy, ha egy nyelvben előfordul egy bizonyos típusú hangkapcsolat, szótagtípus stb., akkor a nála kevésbé jelöltek is előfordulnak benne. Például a szótagtípusok terén jelöltek azok, amelyeket egyes nyelvek nem fogadnak el, mint amilyen a CVC. Vannak például olyan nyelvek, amelyekben a /ma/ szótag lehetséges, de a /mak/ szótag nem, de nincsenek olyan nyelvek, amelyekben a /mak/ szótag lehetséges lenne, és a /ma/ szótag nem. Következésképpen a CVC típus jelöltnek mondott a CV típussal szemben, amely jelöletlen, mivel univerzális.
A szótaggal kapcsolatban megfigyelték még azt az általános jelenséget a világ nyelveiben, hogy a szótagkezdeti mássalhangzók választéka nagyobb, mint a szótagvégieké.

## Fonotaktikai szabályok a magyar nyelvben
Mint minden nyelvnek, a magyarnak is vannak fonotaktikai szabályai, és egyesek alól kivételek is. Például a fonémák többsége korlátlanul használatos mindenféle helyzetben: szó elején, közepén, végén, minden egyéb fonéma mellett. Azonban nagyon kevés szó kezdődik ty-vel (pl. tyúk, tyuhaj), és egy sem dz-vel. Szó végén nincs dzs, és csak kivételesen rövid o és ö (pl. nono).
A magyar szóalak általános fonotaktikai jellemzői a következők:
1. Egyetlen magánhangzó önmagában is lehet tartalmas szó: ó ’régi’; egyetlen mássalhangzó csak kötőszó: s.
2. Minimálisan egy szótag képvisel egy szót, maximálisan 9 szótag, 2 az átlagos szótagszám.
3. A szóalak felépülésére a magánhangzók és a mássalhangzók kiegyenlített váltakozása jellemző.
4. A legrövidebb magyar szó egy hangból áll, a leghosszabb 24 hangból, az átlagos hosszúság 4,5 hang.
5. A szó eleje és a szó vége a fonetikus szerkezet szempontjából jóval kötöttebb, mint a szó belseje.
6. Háromnál több azonos magánhangzó és kettőnél több azonos mássalhangzó nem lehet közvetlenül szomszédos.
7. A szóalak magánhangzóit szabályozza a magánhangzó-harmónia és az illeszkedés törvénye.
8. A szóalakban közvetlenül egymás mellett legfeljebb 6 magánhangzó (fiaiéi, fiaiéiért), illetőleg – idegen szavakban – 4 mássalhangzó állhat (absztrakt; egyedül az angström szóban van 5 mássalhangzó, de ez erősen idegen csengésű).
9. A tőmorfémához legfeljebb 6 toldalékmorféma kapcsolódhat: kivilág/ít/hat/atlan/ság/á/ról.

Egyéb szabályokat és ezek árnyalásait is meg lehet említeni.
A szavak elején lehetséges mássalhangzó-torlódás, de csak speciális elrendezésekben. Például ha három mássalhangzó torlódik, az első mindig s vagy sz, a második p, t vagy k, a harmadik pedig csak az r lehet. Két mássalhangzó esetében ennél több kombináció lehetséges, de egyesek ki vannak zárva, pl. pf vagy gd.
Vannak szófajonként más-más hangtani szabályszerűségek is, például az igei tövek nem végződhetnek rövid magánhangzóra, csak a névszóiak.
A nyelv történetében a fonotaktikai szabályok változhatnak. Viszonylag régen a nyelvbe került jövevényszavakon látszik, hogy a szóeleji két mássalhangzó nem volt megengedett: pl. szláv dvor > ’udvar’, román plăcintă > ’palacsinta’, latin schola > ’iskola’. A magánhangzó-harmónia szabályai is szigorúbbak voltak. A nyelv mai állapotában már sok ún. vegyes hangrendű szó van: sofőr, nüansz.

## Néhány más nyelvben

### Szabályszerű és szabályszerűtlen hangsorozatok
Minden nyelvben vannak arra vonatkozó szabályok, hogy milyen beszédhangok követhetik, illetve nem követhetik egymást. Például az angolban:
- A /h/ mássalhangzó csak magánhangzó előtt lehetséges, utána nem.[2]
- Az /ŋ/ csak rövid magánhangzó (/ɪ/, /æ/, /ʌ/, /ɒ/) után következhet.[3]

### Egymást követő mássalhangzók száma
A nyelvek különbözően kezelik a mássalhangzók csoportosítását. A megengedés skálája a semmiféle mássalhangzócsoporttól a háromnál többet tartalmazóig terjed, még egy szótagban is. Ebben közrejátszanak olyan tényezők, mint a mássalhangzók helyzete a szóban vagy a szótagban, valamint hogy milyen mássalhangzók csoportosulhatnak.
A hawaii például olyan nyelv, amely csak magánhangzóra végződő szótagokat enged meg, tehát nem kerülhet egymás mellé két mássalhangzó.
A japánban egymás mellé kerülhet két mássalhangzó, de csak két különböző szótagban, és csak akkor, ha azonosak (Hok-kaido), vagy ha a szótagvégi mássalhangzó /n/ (Hon-da).
A kínaiban lehet szótag végén az /n/-en kívül az /ŋ/ és az /ɻ/ is, de ebben a nyelvben sem lehet két mássalhangzóból álló csoport egy szótagban, amint a szuahéli, a fula, a koreai vagy a török nyelvben sem.
A thai nyelvben több mássalhangzó lehet szótag végén, mint az előzőekben (/m/, /n/, /ŋ/, /p/, /t/ és /k/), és megengedett a kettőnél nem több mássalhangzós csoport szótagon belül.
A francia nyelvben lehet három mássalhangzó is egy szótagban, de ez viszonylag ritka. Szótag elején lehetségesek, és a kombinációk száma korlátozott. Megengedettek például a /stR/ (pl. strident ’harsány’) és a /skR/ (scruter ’fürkészni’) csoportok, de például a /pms/ csoport nem. Szótagkezdeti kéttagú mássalhangzókombinációkra is vonatkoznak korlátozások. Megengedettek a /ps/ (psychologie ’pszichológia’), /pR/ (prendre ’elvenni’), /tR/ (traire ’fejni’), /pl/ (plaire ’tetszeni’), csoportok, de nem a /ml/, /bm/, /ms/, /rs/ sau /jl/ csoportok is. Szótag végén is lehetségesek egyes kéttagú mássalhangzócsoportok.
Az angolban háromig terjed úgy a szótagkezdeti, mint a szótagvégi mássalhangzók száma, de ebben a nyelvben is ezek ritka esetek: sprint ’futás’, strength ’erő’. Ugyanakkor nem akármilyen tartalmú csoport lehetséges, például az /fs/, az /spm/ vagy a /ps/ egyáltalán nem elfogadott, a /gz/ mássalhangzócsoport pedig csak szó belsejében (exhaust ’kifáraszt’) vagy végén (legs ’lábszárak’) megengedett.
A románban is három az egyazon szótagban egymást követő mássalhangzók számának a maximuma. A kettős csoportok közül kizártak a tl és a dl, szóeleji hármas csoport pedig csak az /s/ (magyar sz), a /z/, az /ʃ/ (magyar s) és a /ʒ/ (magyar zs) réshangok közül az egyik + zárhang + /l/ vagy /r/ hangokból állhat, azzal a feltétellel, hogy az első kettő vagy zöngés, vagy zöngétlen legyen. Szó végén is lehet három mássalhangzó, de csak nagyon kevés esetben.
A németben és a norvégban előfordul szóvégi öt tagú mássalhangzócsoport is: (németül) Herbsts ’ősz’ (birtokos esetben), (norvégul – bokmål) skjelmskt ’huncutul’.

### A szótag magja
A magyarban és más nyelvekben csak magánhangzó lehet szótag magja, de más nyelvekben másféle beszédhang is betöltheti ezt a szerepet.
Vannak nyelvek, melyekben kettőshangzó is gyakran szótag magja, bár vita tárgya az, hogy a kettőshangzóban részt vevő félhangzónak nevezett rész az-e, vagy tulajdonképpen mássalhangzó. Ilyen nyelvek a spanyol (pl. bueno [bwe.no] ’jó’), a francia (pl. traduire [tʁa.dɥiːʁ] ’fordítani egy nyelvről egy másikra’), vagy a román: seară ['se̯a.rə] ’este’, noapte ['no̯ap.te] ’éjjel’.
Egyes nyelvekben bizonyos mássalhangzók (főleg /r/, /l/, /n/, /m/) is képezhetik szótag magját. Ilyenek például a cseh nyelv (pl. Brno [br̩.no]), a közép-délszláv diarendszer nyelvei (pl. vrt [vr̩t] ’kert’, bicikl [bit͡si.kl̩] ’bicikli’) vagy az angol (pl. bottle [bɒ.tl̩] ’palack’, button [bʌ.tn̩] ’gomb’).

### Közvetlen források
- A. Jászó Anna. Hangtan. In A. Jászó Anna (szerk.) A magyar nyelv könyve. 8. kiadás. Budapest: Trezor. 2007. ISBN 978-963-8144-19-5. 73–162. o. (Hozzáférés: 2019. február 9.)
- (horvátul) Barić, Eugenija et al. Hrvatska gramatika (Horvát grammatika). 2. kiadás. Zágráb: Školska knjiga. 1997. ISBN 953-0-40010-1
- (angolul) Bussmann, Hadumod (szerk.) Dictionary of Language and Linguistics Archiválva 2022. január 23-i dátummal a Wayback Machine-ben (Nyelvi és nyelvészeti szótár). London – New York: Routledge. 1998. ISBN 0-203-98005-0 (Hozzáférés: 2019. február 9.)
- (angolul) Chițoran, Ioana. The Phonology of Romanian: A Constraint-based Approach (A román nyelv fonológiája. Korlátozás alapú megközelítés). Berlin – New York: Mouton de Gruyter. 2002. ISBN 3-11-016766-2 (Hozzáférés: 2019. február 9.)
- (angolul) Crystal, David. A Dictionary of Linguistics and Phonetics (Nyelvészeti és hangtani szótár). 6. kiadás. Blackwell Publishing. 2008. ISBN 978-1-4051-5296-9 (Hozzáférés: 2019. február 9.)
- (franciául) Dubois, Jean et al. Dictionnaire de linguistique (Nyelvészeti szótár). Párizs: Larousse-Bordas/VUEF. 2002 (Hozzáférés: 2023. május 16.)
- (angolul) Eifring, Halvor – Theil, Rolf. Linguistics for Students of Asian and African Languages (Nyelvészet ázsiai és afrikai nyelveket tanulmányozó hallgatók számára). 2. fejezet. Oslói Egyetem. 2005 (Hozzáférés: 2019. február 9.)
- (franciául) Grevisse, Maurice – Goosse, André. Le bon usage. Grammaire française (A jó nyelvhasználat. Francia grammatika). 14. kiadás. Bruxelles: De Boeck Université. 2007. ISBN 978-2-8011-1404-9 (Hozzáférés: 2023. május 16.)
- (franciául) Guilbault, Christian. Introduction à la linguistique I (Bevezetés a nyelvészetbe I). „Simon Fraser” Egyetem, Burnaby (Kanada), 2005 (Hozzáférés: 2019. február 9.)
- Kálmán László – Trón Viktor. Bevezetés a nyelvtudományba. 2., bővített kiadás. Budapest: Tinta. 2007, ISBN 978-963-7094-65-1 (Hozzáférés: 2019. február 9.)
- (franciául) Kalmbach, Jean-Michel. Phonétique et prononciation du français pour apprenants finnophones (Francia hangtan és kiejtés finn ajkú hallgatóknak). 1.1.9. változat. Jyväskylä-i Egyetem. 2013. ISBN 978-951-39-4424-7 (Hozzáférés: 2019. február 9.)
- (angolul) Kattán-Ibarra, Juan – Pountain, Christopher J. Modern Spanish Grammar. A practical guide (Modern spanyol grammatika. Gyakorlati kézikönyv). 2. kiadás. London / New York: Routledge. 2005. ISBN 0-203-42831-5 (Hozzáférés: 2019. február 9.)

### Közvetett források
- Kassai Ilona. A magyar beszéd hangsorépítési szabályszerűségei. Magyar Fonetikai Füzetek. 8. sz. 1981. 63–86. o.
- Kassai Ilona. Fonetika. Budapest: Nemzeti Tankönyvkiadó. 1998. ISBN 963-18-8984-x